# Thomas Joannes Stieltjes
Thomas Joannes Stieltjes, pronuncia: ['sti:ltʃəs] (Zwolle, 29 dicembre 1856 – Tolosa, 31 dicembre 1894), è stato un matematico olandese, noto per i suoi studi sulle frazioni continue e per avere contribuito alla definizione dell'Integrale di Riemann-Stieltjes.

## Biografia
Il padre di Stieltjes (che aveva lo stesso nome) era un ingegnere civile e un politico, responsabile della costruzione di diversi moli a Rotterdam,  e membro del parlamento olandese. Stieltjes jr. si iscrisse al Politecnico di Delft in 1873. Invece che seguire le lezioni, però, preferì leggere i lavori di Carl Friederich Gauss e Carl Gustav Jakob Jacobi; come conseguenza non riuscì a passare gli esami. Dopo altri due tentativi falliti nel 1875 e 1876, suo padre, che aveva perso ogni speranza di vedere il figlio riuscire negli studi, riuscì a trovargli un posto come assistente all'osservatorio astronomico dell'Università di Leida, grazie al suo amico H. G. van de Sande Bakhuyzen che era il rettore dell'Università.
Subito dopo la sua assunzione, Stieltjes iniziò una corrispondenza con Charles Hermite, che durò tutto il resto della sua vita. All'inizio Stieltjes scrisse a Hermite a proposito della meccanica celeste, ma i temi divennero ben presto matematici, e Stieltjes iniziò a dedicare il suo tempo libero alla ricerca matematica, con l'approvazione di van de Sande-Bakhuyzen che accolse la sua richiesta fatta il primo gennaio 1883 di lasciare il suo lavoro di osservazione per avere più tempo da dedicare a topoi matematici. Nel maggio dello stesso anno si sposò con Elizabeth Intveld, e anch'ella gli consigliò di dedicarsi alla matematica; a settembre gli fu chiesto di sostituire F. J. van den Berg all'università di Delft, dove insegnò geometria analitica e geometria descrittiva fino a dicembre, quando si dimise dall'osservatorio.
Nel 1884, Stieltjes fece domanda per una cattedra a Groningen che però non gli fu data, presumibilmente perché non era laureato. Hermite cercò di fargli ottenere una laurea ad honorem dall'Università di Leida, ma pare che nacque un'incomprensione tra lui [Stieltjes?] e la facoltà. L'anno successivo si trasferì in Francia, dove nel 1886 ottenne un dottorato con una tesi sulle serie asintotiche, e ottenne una cattedra all'Università di Tolosa.
Stieltjes si occupò di una gran varietà di problemi dell'analisi, delle frazioni continue e della teoria dei numeri: è spesso chiamato "il padre della teoria analitica delle funzioni continue" per i suoi risultati in quest'area. La sua opera principale in questo campo è Recherches sur les fractions continues, pubblicata nei Comptes Rendus de l'Académie des Sciences. In quell'opera introdusse anche il concetto di integrale di Stieltjes, per risolvere il problema della distribuzione della massa di un corpo, noti i suoi momenti di ogni ordine.